# Nerw zasłonowy

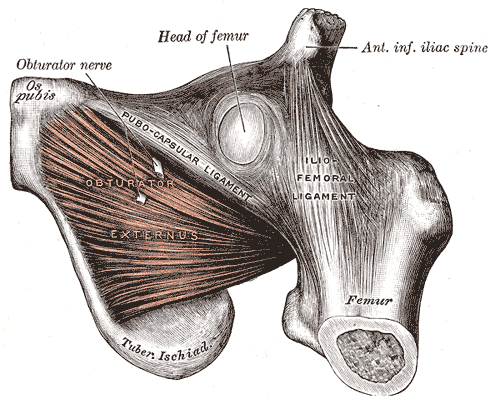
Schemat mięśnia zasłaniacza zewnętrznego z zaznaczonym nerwem zasłonowym

Nerw zasłonowy (łac. nervus obturatorius) – w anatomii człowieka nerw kończyny dolnej, zaopatrujący grupę przyśrodkową mięśni uda i skórę przyśrodkowej powierzchni uda. Od splotu lędźwiowego odchodzi dwoma korzeniami: górnym (L2, L3) i dolnym (L4), w obrębie mięśnia lędźwiowego większego. Jest nerwem mieszanym (czuciowo-ruchowym).

## Przebieg
Nerw zasłonowy jest jedynym nerwem splotu lędźwiowego, który częściowo przebiega w miednicy mniejszej. W przeciwieństwie do pozostałych nerwów tego splotu jako jedyny przechodzi na udo przez otwór zasłoniony. W przebiegu nerwu wyróżniane są trzy odcinki: lędźwiowy, miedniczny i kanałowy.
Odcinek lędźwiowy ma ok. 8 cm długości. Zaczyna się na poziomie piątego kręgu lędźwiowego (L5). U swego początku nerw leży w mięśniu lędźwiowym większym. Następnie kieruje się niemal zupełnie pionowo ku dołowi i przyśrodkowo względem nerwu udowego. Uchodzi z mięśnia lędźwiowego większego przekraczając jego przyśrodkową krawędź i biegnie między tą krawędzią a boczną powierzchnią trzonu L5 w otoczeniu tkanki tłuszczowej, pod żyłą biodrową wspólną, bocznie i do tyłu względem pnia współczulnego lędźwiowo-krzyżowego. W dalszym przebiegu nerw zbliża się do kresy granicznej miednicy (łac. linea terminalis) i dochodząc do niej w jej odcinku środkowym, utworzonym przez kresę łukowatą (łac. linea arcuata) nieco wygina się przed przejściem z miednicy większej w kierunku do boku i przodu, oddalając się w ten sposób od pnia lędźwiowo-krzyżowego. Krzyżując żyłę biodrową zewnętrzną nerw ostatecznie przekracza kresę łukowatą i uchodzi do miednicy mniejszej.
Odcinek miedniczny jest najdłuższy, ma 12 cm długości. Nerw zasłonowy przebiega odległość 2 cm gdzie po drodze krzyżuje go od przodu tętnica biodrowa wewnętrzna. Dalej kieruje się przyśrodkowo i równolegle względem kresy granicznej łukiem wypukłym na zewnątrz, gdzie od przodu krzyżuje go moczowód.  Nerw zmierza do otworu zasłonowego, gdzie swym bocznym, wypukłym obwodem przylega do powięzi zasłonowej, przylegającej do zewnętrznej powierzchni mięśnia zasłaniacza wewnętrznego. Obwód przyśrodkowy nerwu przylega do otrzewnej ściennej miednicy mniejszej. Przed wejściem do kanału zasłonowego krzyżuje go jeszcze nasieniowód lub więzadło obłe macicy. Do nerwu dołącza tętnica i żyły zasłonowe i twory te zbiegają do kanału zasłonowego.
Odcinek kanałowy jest najkrótszy. W kanale zasłonowym formuje się powrózek naczyniowo-nerwowy, w którym jego elementy składowe układają się tak jak w miednicy, tzn. od góry ku dołowi leżą nerw, tętnica i żyły (tzw. układ NAV). Przed wyjściem z kanału zasłonowego nerw dzieli się na gałęzie końcowe – przednią i tylną.
Gałąź przednia jest silniejszą gałęzią. Uchodzi z kanału zasłonowego między położonym z przodu dolnym brzegiem więzadła łonowo-udowego a położonym z tyłu ścięgnistym górnym brzegiem mięśnia zasłaniacza zewnętrznego. Następnie nerw kieruje się ku dołowi w obrębie blaszki tkanki łącznej, pomiędzy mięśniem grzebieniowym a mięśniem zasłaniaczem zewnętrznym i biegnąc dalej w dół pomiędzy warstwę powierzchowną od warstwy środkowej przywodzicieli. Tutaj mija mięśnie przywodziciele krótki i długi.
Gałąź tylna jest gałęzią słabszą. Po wyjściu z kanału zasłonowego biegnie ku tyłowi, do dołu i nieco przyśrodkowo względem przedniej gałęzi. Może przebijać w swoim przebiegu mięsień zasłaniacz zewnętrzny, ale równie dobrze może biec na jego powierzchni zewnętrznej, a wtedy po wejściu do blaszki tkanki łącznej między mięśniem przywodzicielem krótkim a wielkim oddaje tu swoje gałęzie końcowe lub odpowiednio dla drugiego przypadku może towarzyszyć gałęzi przedniej do górnego brzegu mięśnia przywodziciela krótkiego.

## Gałęzie
Od gałęzi przedniej odchodzą:
- gałęzie mięśniowe – do mięśnia smukłego, przywodziciela krótkiego i długiego,
- gałąź skórna – zaopatruje skórę trzeciej, dalszej części uda;

Od gałęzi tylnej odchodzą:
- gałąź stawowa – do przyśrodkowej powierzchni stawu biodrowego,
- gałęzie mięśniowe – do mięśnia przywodziciela wielkiego i mięśnia zasłaniacza zewnętrznego,
- gałęzie okostnowe – do tylnej powierzchni kości udowej i do jamy szpikowej,
- gałąź stawowa – do tylnej powierzchni stawu kolanowego,
- gałąź naczyniowa, zwana nerwem własnym tętnicy podkolanowej;

## Unaczynienie
W dolnym odcinku miednicznym nerw zasłonowy otrzymuje tętniczki od tętnicy biodrowo-lędźwiowej, bezpośrednio od tętnicy biodrowej wspólnej oraz od tętnicy zasłonowej. W odcinku dalszym dochodzą do niego tętniczki od tętnicy zasłonowej i tętnicy okalającej udo przyśrodkowej.

## Objawy porażenia
Uszkodzenie nerwu zasłonowego powoduje zniesienie czynności przywodzenia uda. Uniemożliwia zwarcie ud i założenie nogi na nogę, utrudnia chodzenie, osłabia zginanie i prostowanie w stawie biodrowym. Pozycja stojąca jest niestabilna.